# Multi culti
Multi culti è il quinto album in studio del rapper italiano Piotta, pubblicato il 26 gennaio 2007 dalla Universal Music Group.

## Descrizione
Il disco, dalla forte contaminazione linguistica internazionale, vanta ospiti europei, africani ed americani e - tra gli italiani - Caparezza, Turi e Bassi Maestro. Il progetto gli ha valso la presenza come unico italiano al Warped Tour del 2008 e quella al V-Day anche come coautore dell'inno dell'omonimo movimento con Leo Pari.

## Tracce
1. Ridateci la Piotta - 1:04
2. Troppo avanti (feat. Caparezza) - 3:36
3. Giovani d'oggi (feat. Turi, Bassi Maestro) - 3:06
4. Multi culti (feat. Khadim Fall, D-Bus, Deca) - 3:33
5. Questa è la tua notte - 3:52
6. Ciao stellina (feat. Dj Phella) - 1:41
7. Hey! (feat. Mariangela) - 3:13
8. L'incontro / La rencontre (Rmx) (feat. Doudou Masta) - 3:44
9. 2 giradischi ed 1 microfono (feat. Dj Amon) - 2:00
10. La rue (feat. Sh-Wa) - 4:04
11. Senti che pezza (feat. Jesto, Hyst) - 4:08
12. Pazzo di te (feat. Daniele Vit) - 2:55
13. Elio vs Piotta
14. Radio Tour (feat. Trio Medusa) - 3:53
15. Non fermateci - 3:24

## Formazione
- Piotta - voce
- Gianluigi Greco - basso
- Stefano Vicarelli - tastiera

## Singoli
- Non fermateci (2006)
- Troppo avanti (2007)
- Hey (2007)